# Championnats du monde de cyclo-cross 2003
Navigation
Édition précédente Édition suivante
Les championnats du monde de cyclo-cross 2003 ont lieu les 1er et 2 février 2003 à Monopoli, en Italie.

## Podiums

### Hommes
| Épreuves        | Or             | Argent                | Bronze          |
| --------------- | -------------- | --------------------- | --------------- |
| Élites          | Bart Wellens   | Mario De Clercq       | Erwin Vervecken |
| Moins de 23 ans | Enrico Franzoi | Wesley Van der Linden | Thijs Verhagen  |
| Juniors         | Lars Boom      | Eddy van IJzendoorn   | Zdeněk Štybar   |

### Femmes
| Épreuves | Or                   | Argent            | Bronze             |
| -------- | -------------------- | ----------------- | ------------------ |
| Élites   | Daphny van den Brand | Hanka Kupfernagel | Laurence Leboucher |

## Classement des élites

### Hommes
| Pos.                               | Cycliste        | Pays     | Temps        |
| ---------------------------------- | --------------- | -------- | ------------ |
| Médaille d'or, Coupe du Monde      | Bart Wellens    | Belgique | 56 min 43 s  |
| Médaille d'argent, Coupe du Monde  | Mario De Clercq | Belgique | +38 s        |
| Médaille de bronze, Coupe du Monde | Erwin Vervecken | Belgique | + 1 min 20 s |
| 4.                                 | Ben Berden      | Belgique | + 1 min 28 s |
| 5.                                 | Sven Nys        | Belgique | —            |
| 6.                                 | Francis Mourey  | France   | + 2 min 07 s |
| 7.                                 | Daniele Pontoni | Italie   | —            |
| 8.                                 | Tom Vannoppen   | Belgique | + 2 min 24 s |
| 9.                                 | Jiří Pospíšil   | Tchéquie | + 2 min 26 s |
| 10.                                | Arnaud Labbe    | France   | —            |

### Femmes
| Pos.                               | Cycliste               | Pays       | Temps        |
| ---------------------------------- | ---------------------- | ---------- | ------------ |
| Médaille d'or, Coupe du Monde      | Daphny van den Brand   | Pays-Bas   | 38 min 24 s  |
| Médaille d'argent, Coupe du Monde  | Hanka Kupfernagel      | Allemagne  | +2 s         |
| Médaille de bronze, Coupe du Monde | Laurence Leboucher     | France     | +16 s        |
| 4.                                 | Annabella Stropparo    | Italie     | +33 s        |
| 5.                                 | Mette Andersen         | Danemark   | + 1 min 04 s |
| 6.                                 | Maria Paola Turcutto   | Italie     | + 1 min 10 s |
| 7.                                 | Maryline Salvetat      | France     | + 1 min 17 s |
| 8.                                 | Nicolle De Bie-Leijten | Pays-Bas   | + 1 min 21 s |
| 9.                                 | Corine Dorland         | Pays-Bas   | —            |
| 10.                                | Ann Grande             | États-Unis | —            |

## Tableau des médailles
| Rang | Nation    | Or | Argent | Bronze | Total |
| ---- | --------- | -- | ------ | ------ | ----- |
| 1    | Pays-Bas  | 2  | 1      | 1      | 4     |
| 2    | Belgique  | 1  | 2      | 1      | 4     |
| 3    | Italie    | 1  | 0      | 0      | 1     |
| 4    | Allemagne | 0  | 1      | 0      | 1     |
| 5    | France    | 0  | 0      | 1      | 1     |
| 5    | Tchéquie  | 0  | 0      | 1      | 1     |